# Hiszpański ptaszek

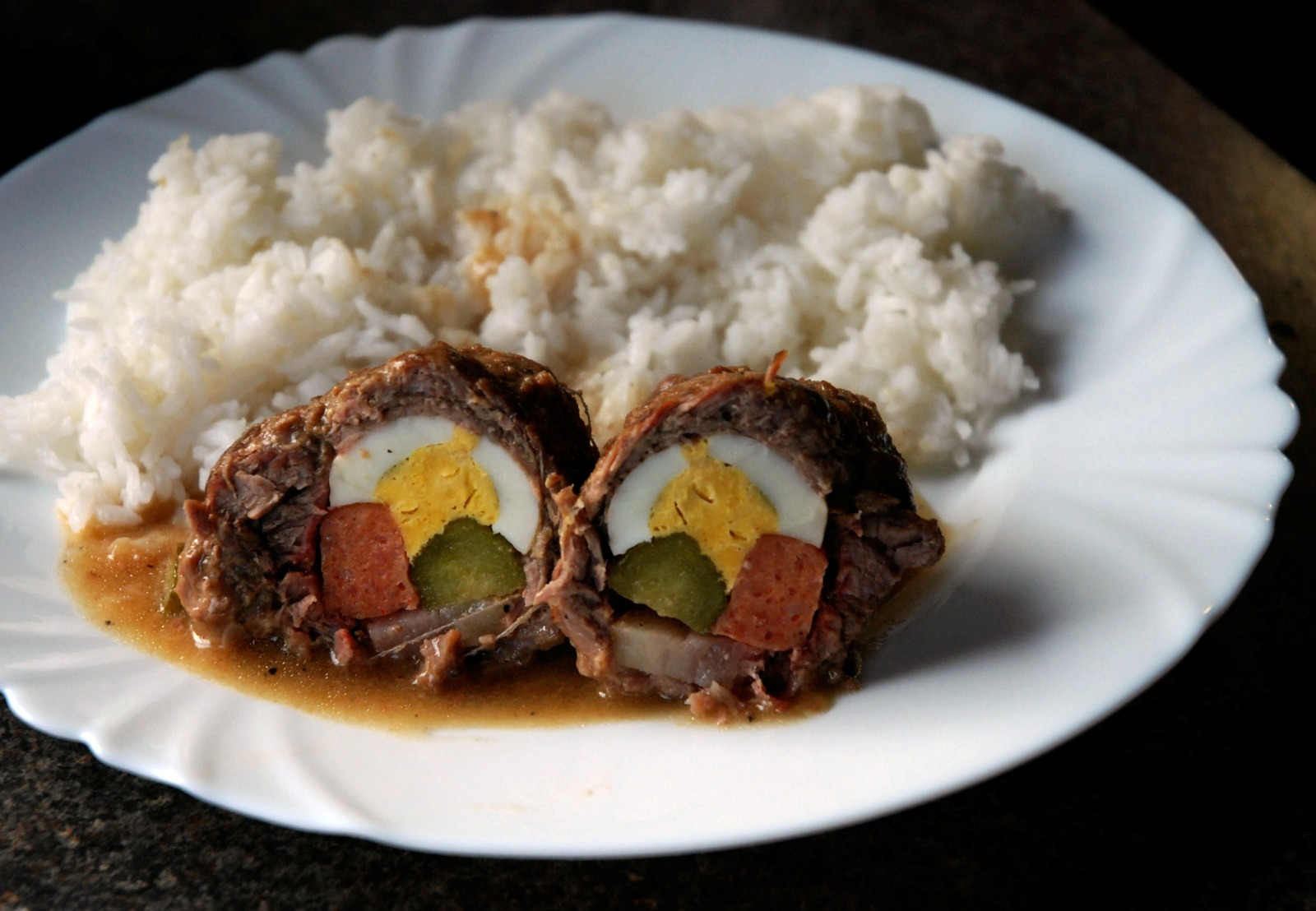
Hiszpański ptaszek z ryżem

Hiszpański ptaszek (cz. španělský ptáček) – danie kuchni czeskiej przyrządzane z duszonej wołowiny.

## Etymologia
Nazwa potrawy przypominającej w kształcie ptasie oczy wywodzi się od cesarza Rudolfa II, syna Marii Hiszpańskiej. Dla rezydującego w Pradze cesarza gotowali kucharze pochodzący z Hiszpanii. Ich dziełem była potrawa uważana za hiszpańską specjalność - wołowy zawijaniec z nadzieniem. Znana autorka książek kucharskich Magdalena Dobromila Rettigová określenie „hiszpański ptaszek” stosowała do potrawy wykonanej z liści warzywnych, w które zawijano siekaną wieprzowinę. W wersji współczesnej jest znana w kuchni czeskiej od lat 50. XX w.

## Sposób przyrządzania
Potrawę przyrządza się z duszonego wołowego rostbefu, który formuje się w rodzaj kieszeni i wypełnia słoniną, ogórkiem konserwowym, jajkiem i parówką. Gotowe danie podaje się z knedlikami albo z ryżem.
Wołowinę można także nadziewać sardelą zamiast parówki.

## Hiszpański ptaszek w literaturze
Potrawa pojawia się na kartach powieści Żart Milana Kundery, a także u Bohumila Hrabala (Kličky na kapesníku). We wspomnieniach Vladimira Levory potrawa występuje jako danie wykwintne, pojawiające się często jako specjalność praskich restauracji. Vera Pavlova wspomina doskonałe hiszpańskie ptaszki w śmietanie serwowane jako potrawa na powitanie gości.